# Форма релятивістських об'єктів
Зовнішній вигляд об'єктів, що рухаються з релятивістською швидкістю, істотно залежить від форми об'єкта і способу його спостереження. Можна виділити два основних способи: одночасне фіксування положення точок поверхні і фотографування за допомогою ортогонального або проєктованого відображення.

## Одночасне фіксування точок поверхні
Розглянемо систему {\displaystyle \textstyle S'}, в якій об'єкт покоїться. Нехай форма його поверхні задається рівнянням {\displaystyle \textstyle F(x',y',z')=0}. Якщо спостерігач в системі відліку {\displaystyle \textstyle S}, відносно якої система {\displaystyle \textstyle S'} рухається зі швидкістю {\displaystyle \textstyle v}, одночасно в момент часу {\displaystyle \textstyle t=0} фіксує точки поверхні об'єкта, то, в силу перетворень Лоренца, рівняння поверхні в системі {\displaystyle \textstyle S} матиме вигляд:
де {\displaystyle \textstyle \gamma =1/{\sqrt {1-v^{2}/c^{2}}}} — фактор Лоренца, а {\displaystyle \textstyle c} — швидкість світла. У результаті такого спостереження об'єкт виглядатиме стисненим в напрямку руху (уздовж осі {\displaystyle \textstyle x}) у {\displaystyle \textstyle \gamma } раз. Таке стиснення називається лоренцовим і воно є стандартним кінематичним
ефектом теорії відносності. Зокрема, стрижень, паралельний осі {\displaystyle \textstyle x}, виглядатиме коротше, а сфера приймає форму еліпсоїда.

## Ортогональне фотографування
Іншим способом спостереження є фотографування об'єкта. Розглянемо спочатку ортогональну проєкцію точки тривимірного простору на фотоплівку. При такій проєкції, промені світла падають на фотоплівку перпендикулярно її площині. Це фотографування здійснюється звичайним фотоапаратом, коли об'єкт знаходиться далеко від об'єктива (в порівнянні з фокусною відстанню). Іншою моделлю ортогонального фотоапарата може бути пластина з безліччю отворів, які відсікають похило падаючі промені світла. Ортогональна проєкція переводить тривимірні координати {\displaystyle \textstyle (x,y,z)} в координати фотографії {\displaystyle \textstyle (X,Y)}, таким чином, що {\displaystyle \textstyle X=x}, {\displaystyle \textstyle Y=y}.
Припустимо, що фотографування відбувається з дуже короткою витримкою. Для об'ємного тіла одночасно зареєстровані світлові імпульси проходять різну відстань від моменту випромінювання. У результаті вони виявляються випущеними в різний час. Тому точки поверхні фотографії відображаються в їх різному минулому.
Розрахунок видимої поверхні здійснюється за допомогою підставлення в рівняння поверхні {\displaystyle \textstyle F(x',y',z')=0} перетворень Лоренца,
{\displaystyle F{\bigr (}\gamma (x-vz/c),y,z{\bigl )}=0,}
де час {\displaystyle \textstyle t=z/c} дорівнює тривалості проходження світла від точки на поверхні об'єкта до фотоплівки.